# 町田重備
町田 重備（まちだ しげとも、文久元年8月11日（1861年9月15日） - 大正11年（1922年）2月12日）は、日本の逓信官僚。錦鶏間祗候。

## 経歴
東京府に横瀬貞幹の二男として生まれ、町田きくの養子となった。1877年（明治10年）に陸軍士官学校に入るが病のため退学した。1883年（明治16年）、東京外国語学校仏語簡易科（現在の東京外国語大学）を卒業。その後帝国大学書記を務めた後、帝国大学法科大学に入学し、1888年（明治21年）に卒業した。枢密院雇、法制局参事官試補、衆議院書記官を経て、1895年（明治28年）に逓信書記官となった。逓信省では京都郵便電信局長、神戸郵便電信局長、大阪郵便局長、逓信省経理局長を歴任した。1913年（大正2年）、退官。1915年（大正4年）7月9日に錦鶏間祗候を仰せ付けられた。